# Spader Kung
Spader Kung är ett punkband bildat i Malmö av Matilda Grähs och Anna Welinder. Klara Viriden anslöt till gruppen kort därefter. 
Gruppen släppte själva en EP innan de fick kontrakt med skivbolaget Så länge skutan kan gå records som släppte deras debutalbum Arvet den 10 april 2020. Musikvideon till singeln Allting fick premiär på SVT Play. Albumet blev nominerad i kategorin Årets Punk av Manifestgalan 2021.

## Diskografi

### Album
- 2020 – Arvet

### Singlar
- 2017 – Följ mig hem
- 2017 – Jesus ser dig (EP)
- 2018 – Blöd för mig
- 2019 – Parasit
- 2020 – Det värsta
- 2020 – Tusen nålar
- 2020 – Allting